# Maret Aniová
Maret Aniová (* 31. ledna 1982 v Tallinnu) je bývalá estonská tenistka, v roce 2006 se stala nejlépe hodnocenou estonskou hráčkou.
Aniová byla juniorská basketbalová šampionka, ale sama se věnovala tenisu od čtrnácti let. Tři roky poté, co získala sponzora na trénink, se přestěhovala do Itálie. Zpočátku ji trénoval Aita Põldma, později Pierfrancesco Restelli.